# Herb gminy Łęki Szlacheckie
Herb gminy Łęki Szlacheckie – jeden z symboli gminy Łęki Szlacheckie, ustanowiony 29 grudnia 2009.

## Wygląd i symbolika
Herb przedstawia na tarczy koloru błękitnego złote trójwzgórze, a nad nim srebrną lilię ze złotą przewiązką.